# ОФГ Стара Загора
 ОФГ Стара Загора е дивизия, в която играят отбори от област Стара Загора. Състои се само от една лига: „А“ ОФГ Стара Загора. Шампионът на областта участва в баражи за влизане в Югоизточна аматьорска футболна лига.

## „А“ ОФГ Стара Загора
Това е единствена лига в областта. През сезон 2022/23 участват 12 отбора. Новите отбори в групата са Локомотив (Стара Загора), Млада гвардия (Розово), Средец Опан (Стара Загора), Верея II (Стара Загора).

### Отбори 2022/23
- Ботев (Гълъбово)
- Верея II (Стара Загора)
- Габровница (Горно Сахране)
- Левски (Сърнево)
- Локомотив (Стара Загора)
- Овощник (Овощник)
- Мини „Марица-изток“ (Раднево)
- Миньор 2022 (Раднево)
- Млада гвардия (Розово)
- Средец Опан (Стара Загора)
- Тунджа (Павел баня)
- Чирпан 1929